# Giovanni Francesco Biandrate di San Giorgio
Giovanni Francesco Biandrate di San Giorgio (ur. 7 kwietnia 1545 w Casale Monferrato, zm. 16 lipca 1605 w Lukce) – włoski kardynał.

## Życiorys
Urodził się 7 kwietnia 1545 roku w Casale Monferrato, jako syn Giana Guglielmo i Violante Roero. Po studiach został referendarzem Najwyższego Trybunału Sygnatury Apostolskiej, protonotariuszem apostolskim i gubernatorem m.in. Bolonii, Marchii Ankońskiej, Camerino i Perugii. 12 sierpnia 1585 roku został wybrany biskupem Acqui Terme, a 3 listopada przyjął sakrę. 5 czerwca 1596 roku został kreowany kardynałem prezbiterem i otrzymał kościół tytularny San Clemente. Około 1598 roku zrezygnował z zarządzania diecezją, a także pełnił rolę legata w Marchii i Romanii. W 1603 roku został wybrany biskupem Faenzy. Zmarł 16 lipca 1605 roku w Lukce.